# Mount Perkins
Mount Perkins är ett berg i Antarktis. Det ligger i Västantarktis. Inget land gör anspråk på området. Toppen på Mount Perkins är 845 meter över havet.
Terrängen runt Mount Perkins är platt åt sydost, men åt nordväst är den kuperad. Trakten är obefolkad. Det finns inga samhällen i närheten.